# Cristián Rodríguez
Cristián Rodríguez Martín (ur. 3 marca 1995 w El Ejido) – hiszpański kolarz szosowy.

## Osiągnięcia
Opracowano na podstawie:
2015
- 2. miejsce w mistrzostwach Hiszpanii U23 (jazda indywidualna na czas)

2018
- 25. miejsce w Vuelta a España

2021
- 1. miejsce w Tour du Rwanda
  - 1. miejsce na 8. etapie

2022
- 2. miejsce w Vuelta a Andalucía
- 1. miejsce w klasyfikacji górskiej Vuelta al País Vasco

2023
- 2. miejsce w Giro dell’Appennino
- 2. miejsce w Route du Sud

## Rankingi
| Rok             | 2016  | 2017 | 2018  | 2019  | 2020 | 2021 | 2022 | 2023 | 2024 |
| --------------- | ----- | ---- | ----- | ----- | ---- | ---- | ---- | ---- | ---- |
| World Ranking   | 1853. | 737. | 1368. | 1124. | 478. | 210. | 274. | 139. | 179. |
| UCI Europe Tour | 1227. | 533. | 1533. | 795.  | 395. | 181. | 223. | -    | -    |
|                 |       |      |       |       |      |      |      |      |      |
| Źródło: UCI     |       |      |       |       |      |      |      |      |      |